# Roy Myrie
Roy Myrie Medrano, né le 21 août 1982, est un footballeur international costaricien. Il joue au poste de défenseur.

## Sélections
Roy Myrie fait ses débuts en équipe nationale du Costa Rica le 16 février 2005 contre l'Équateur.
22 sélections et 5 buts avec  Costa Rica entre 2005 et 2011.

## Vie privée
Son frère Dave Myrie est aussi un footballeur professionnel international costaricien. Il a également deux fils Kenay Myrie et Kenan Myrie, qui jouent aussi au football.

## Statistiques

### Buts en sélection
| Buts en sélection de Roy Myrie | Buts en sélection de Roy Myrie | Buts en sélection de Roy Myrie                  | Buts en sélection de Roy Myrie | Buts en sélection de Roy Myrie | Buts en sélection de Roy Myrie | Buts en sélection de Roy Myrie    |
|                                | Date                           | Lieu                                            | Adversaire                     | Score                          | Résultat                       | Compétition                       |
| ------------------------------ | ------------------------------ | ----------------------------------------------- | ------------------------------ | ------------------------------ | ------------------------------ | --------------------------------- |
| 1.                             | 21 février 2005                | Estadio Mateo Flores, Guatemala (Guatemala)     | Salvador                       | 2-1                            | 2-1                            | Coupe UNCAF 2005                  |
| 2.                             | 23 février 2005                | Estadio Mateo Flores, Guatemala (Guatemala)     | Panama                         | 1-0                            | 1-0                            | Coupe UNCAF 2005                  |
| 3.                             | 26 mars 2005                   | Estadio Ricardo Saprissa, San José (Costa Rica) | Panama                         | 2-1                            | 2-1                            | Éliminatoires coupe du monde 2006 |
| 4.                             | 12 octobre 2005                | Estadio Mateo Flores, Guatemala (Guatemala)     | Guatemala                      | 3-1                            | 3-1                            | Éliminatoires coupe du monde 2006 |
| 5.                             | 19 novembre 2008               | Estadio Cuscatlán, San Salvador (Salvador)      | Salvador                       | 1-1                            | 3-1                            | Éliminatoires coupe du monde 2010 |
| 6.                             | 19 novembre 2008               | Estadio Cuscatlán, San Salvador (Salvador)      | Salvador                       | 3-1                            | 3-1                            | Éliminatoires coupe du monde 2010 |

NB : Les scores sont affichés sans tenir compte du sens conventionnel en cas de match à l'extérieur (Costa Rica-adversaire)

## Palmarès

### En club
LD Alajuelense
- Champion du Costa Rica en 2002, 2003 et 2005.
- Vainqueur de la Coupe des champions de la CONCACAF en 2004.
- Vainqueur de la Copa Interclubes UNCAF en 2002 et 2005.

 KAA Gent
- Vainqueur de la Coupe de Belgique en 2010.